# Las Conchas (Buenos Aires)
Las Conchas (34°25′00″S 58°34′45″O / -34.41667, -58.57917) es el antiguo nombre del río Reconquista, en Argentina, y del pueblo y puerto situados en su desembocadura en el Río de la Plata, actualmente conocido como Tigre.

## Historia

### Orígenes
La primera mención histórica es del 24 de octubre de 1580, cuando Juan de Garay (quien procedía a refundar la localidad de Buenos Aires) otorgaba el valle del riachuelo de las Conchas a Gonzalo Martel de Guzmán.
Juan de Garay llamó así al río Reconquista, que hasta principios del siglo XX albergaba caracoles o conchas de agua dulce. Poco tiempo después, en la anegadiza desembocadura del riachuelo, operaba un puerto de cabotaje que permitía operar a los botes y embarcaciones de poco calado que recorrían las islas del delta del río Paraná y proveían de leña y madera a la ciudad. También el pequeño puerto era un activo centro de actividades de contrabando con la Banda Oriental, especialmente con Colonia del Sacramento.
Entre mediados y fines del siglo XVIII comenzó a figurar en los documentos tanto el pueblo como el pago de Las Conchas. No obstante en esos mismos años y como respuesta al contrabando se clausuró el puerto. De todas maneras, la actividad continuó pese a las acciones de represión encaradas.
En 1780 fue creada la parroquia de Las Conchas. Pocos años antes, Concolorcorvo, en El lazarillo de ciegos caminantes, mencionaba que Buenos Aires se aprovisionaba de "mucho leño en rojos que trahen los lanchas de la parte occidental del Paraná, y muchas carretas que entran de los Montezuelos de los Conchas".
Posteriormente, en 1806, durante el mandato del virrey Sobremonte, se fundó el pueblo de San Fernando y se ordenó despoblar Las Conchas, con lo cual sus 143 vecinos debieron emigrar. No obstante, la normativa se cumplió con morosidad y ese mismo año el puerto fue utilizado por el entonces capitán Santiago de Liniers para desembarcar con las fuerzas que desalojarían de Buenos Aires a los invasores ingleses. A raíz de esto, el río fue renombrado como Reconquista o de la Reconquista.

### Argentina
Tras la Revolución de mayo de 1810, los navíos españoles con base en Montevideo hostigaron sistemáticamente sus orillas, en busca de afectar el abastecimiento de la ciudad y efectuando raids para aprovisionarse.
Los vecinos del pueblo organizaron una compañía que se llamaría el Regimiento de Colorados de Las Conchas y proveyeron de marinos a las primeras naves de corso de la naciente Armada Argentina, destinando el bote del puerto al patrullaje del delta del Paraná. Ya en 1812, afectados por la guerra y las crecientes inundaciones, en Las Conchas quedaban solo 60 familias, en su mayoría pescadores, labradores y comerciantes de frutas. 
En 1820 una fuerte sudestada provocó una creciente que arrasó el pueblo (que perdió un centenar de habitantes) y por un lado convirtió el pequeño arroyo del Tigre en un río capaz de recibir buques, mientras por otro desalentaba el uso de Las Conchas al convertir la península en que se encontraba en una isla.
En 1827, a raíz de la Guerra con Brasil, el gobierno de Bernardino Rivadavia prohibió "los desembarcos por otros puntos que no sean los de las Conchas, Tigre y Canal de San Fernando". Esta medida era clave para resistir el bloqueo brasilero del puerto de Buenos Aires. Por otra parte, el pueblo nuevamente proporcionó tripulación para la armada en guerra con el Imperio del Brasil: en el reclutamiento Las Conchas proveyó 13 patrones, 20 marineros y 49 remadores.
Con el tiempo, el paraje de Las Conchas fue cediendo su importancia a Tigre y San Fernando.
En 1828, el naturalista francés Alcide d'Orbigny desembarcó en Las Conchas y dejó una descripción del paraje: "Recorrí la aldea de las Conchas, la que es por su aspecto como una de esas pequeñas aldeas del Sena, y se extiende a lo largo del río Las Conchas. Se compone solamente de cosas donde se expenden diversos artículos caros y ordinarios y bebidas llamadas para marineros, quienes los frecuentan. Una fila de barcos ocupa las riberas fangosas del río, sobre el cual están situadas las casas colocadas sin orden, en medio de huertas, bosques y de tierras inundables a tal punto por las grandes mareas del Plata que frecuentemente tienen lugar, que las gentes se ven en la necesidad de andar en canoas de una a otra casa".